# Joost Cornelisz Droochsloot

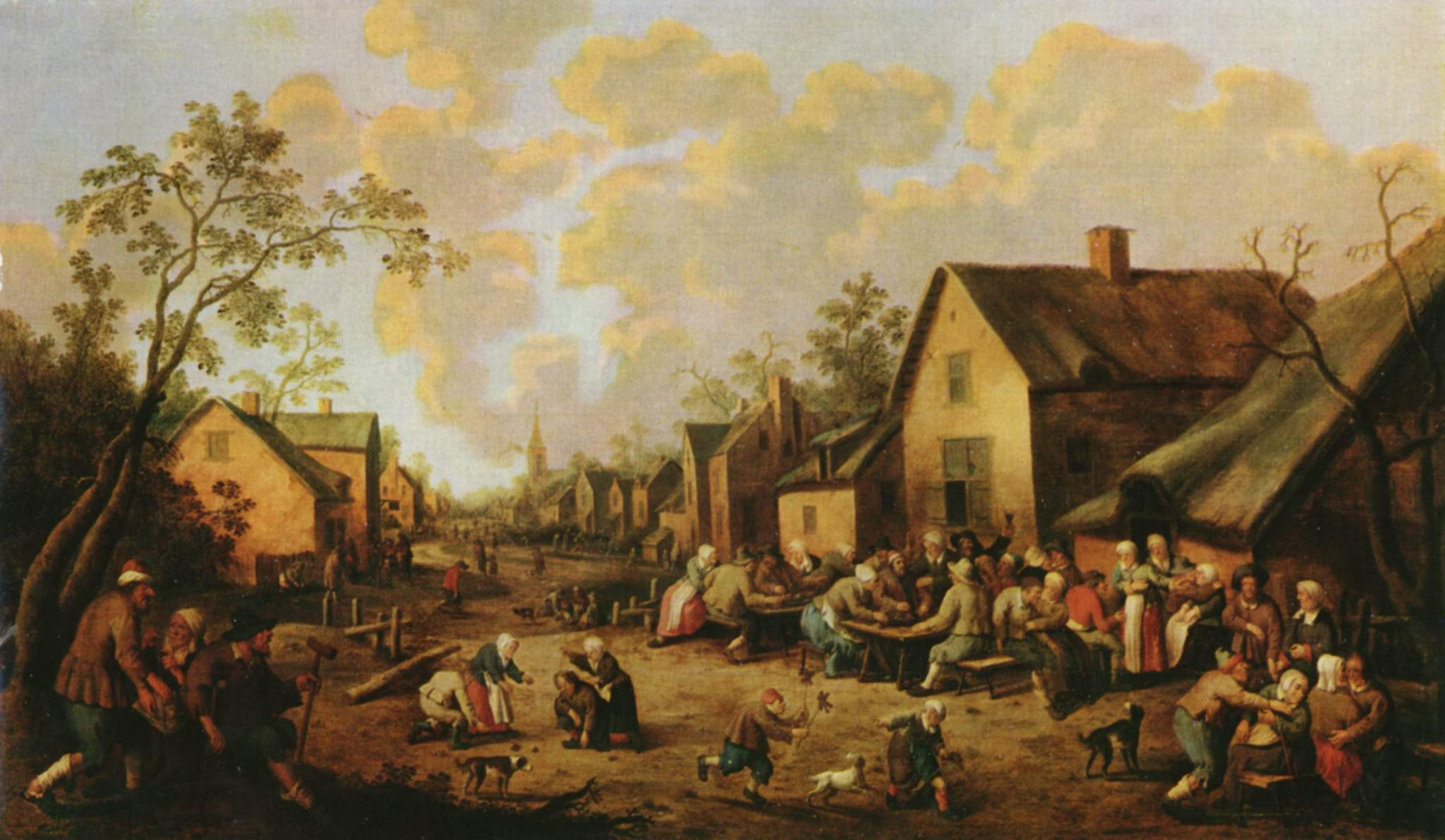
Joost Corneliszon Droochsloot, Bygata (1654).

Joost Cornelisz Droochsloot, född omkring 1588, död 1660, var en nederländsk konstnär.
Droochsloot var verksam i Utrecht, han målade först bibliska scener, senare folklivsbilder, vanligen i bygator. Han har också målat porträtt. Droochsloot finns representerad i Nationalmuseum och privata svenska samlingar.